# WCT Finals 1976 - Singolare
Il singolare del WCT Finals 1976 è stato un torneo di tennis facente parte della categoria World Championship Tennis.
Arthur Ashe era il detentore del titolo, ma ha perso nei quarti di finale contro Harold Solomon.
Björn Borg che ha battuto in finale 1–6, 6–1, 7–5, 6–1 Guillermo Vilas.

## Teste di serie
| 1. Arthur Ashe (quarti di finale) 2. Guillermo Vilas (finale) 3. Björn Borg (campione) 4. Raúl Ramírez (quarti di finale) | 1. Dick Stockton (semifinali) 2. Eddie Dibbs (quarti di finale) 3. Harold Solomon (quarti di finale) 4. Robert Lutz (semifinali) |

## Tabellone

### Legenda
| - Q = Qualificato - WC = Wild card - LL = Lucky loser | - ALT = Alternate - SE = Special Exempt - PR = Protected Ranking | - w/o = Walkover - r = Ritirato - d = Squalificato |

|  | Quarti di finale | Quarti di finale | Quarti di finale | Quarti di finale | Quarti di finale | Quarti di finale | Quarti di finale |  |  | Semifinali      | Semifinali      | Semifinali      | Semifinali      | Semifinali      | Semifinali | Semifinali |   |   | Finale     | Finale     | Finale     | Finale | Finale | Finale | Finale |  |
|  |                  |                  |                  |                  |                  |                  |                  |  |  |                 |                 |                 |                 |                 |            |            |   |   |            |            |            |        |        |        |        |  |
|  | 1                | Arthur Ashe      | Arthur Ashe      | 5                | 6                | 1                | 3                |  |  |                 |                 |                 |                 |                 |            |            |   |   |            |            |            |        |        |        |        |  |
|  | 7                | Harold Solomon   | Harold Solomon   | 7                | 3                | 6                | 6                |  |  | Harold Solomon  | Harold Solomon  | Harold Solomon  | Harold Solomon  | 5               | 0          | 3          |   |   |            |            |            |        |        |        |        |  |
|  | 3                | Björn Borg       | Björn Borg       | 3                | 6                | 6                | 6                |  |  | Björn Borg      | Björn Borg      | Björn Borg      | Björn Borg      | 7               | 6          | 6          |   |   |            |            |            |        |        |        |        |  |
|  | 6                | Eddie Dibbs      | Eddie Dibbs      | 6                | 3                | 4                | 2                |  |  |                 |                 |                 |                 |                 |            |            |   |   | Björn Borg | Björn Borg | Björn Borg | 1      | 6      | 7      | 6      |  |
|  | 5                | Dick Stockton    | Dick Stockton    | Dick Stockton    | 6                | 7                | 7                |  |  |                 |                 | Guillermo Vilas | Guillermo Vilas | Guillermo Vilas | 6          | 1          | 5 | 1 |            |            |            |        |        |        |        |  |
|  | 4                | Raúl Ramírez     | Raúl Ramírez     | Raúl Ramírez     | 3                | 6                | 6                |  |  | Dick Stockton   | Dick Stockton   | Dick Stockton   | Dick Stockton   | 5               | 4          | 1          |   |   |            |            |            |        |        |        |        |  |
|  | 8                | Robert Lutz      | Robert Lutz      | 7                | 1                | 1                | 2                |  |  | Guillermo Vilas | Guillermo Vilas | Guillermo Vilas | Guillermo Vilas | 7               | 6          | 6          |   |   |            |            |            |        |        |        |        |  |
|  | 2                | Guillermo Vilas  | Guillermo Vilas  | 5                | 6                | 6                | 6                |  |  |                 |                 |                 |                 |                 |            |            |   |   |            |            |            |        |        |        |        |  |